# Коки (Грузия)
Коки — деревня в Грузии. Расположена на левом берегу реки Ингури в Зугдидском муниципалитете края Самегрело-Земо Сванети. Деревня расположена в 12 км от центра региона города Зугдиди. По данным переписи 2014 года в деревне проживало 887 человека. Население края исповедует православие и являются прихожанами Зугдидский и Цаишской епархии Грузинской Православной Церкви.
Одним из объяснений происхождения названия является связь с мегрельским словом «коки» — остров.